# Angelburg

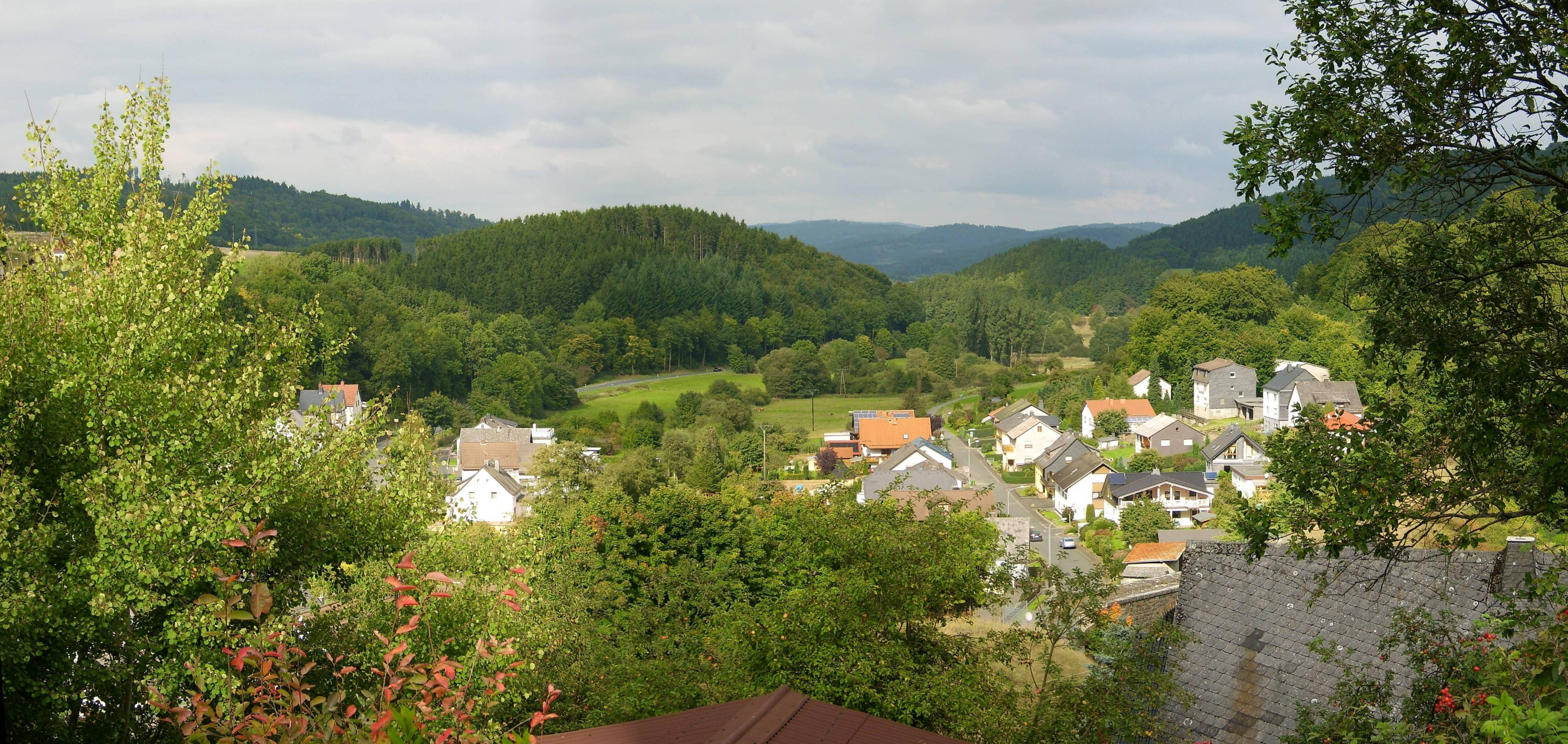
Das untere Gansbachtal bei Frechenhausen, im Hintergrund der Schwarzenberg und die Sackpfeife. Der Flusslauf ist links der Ortschaft, aber noch unterhalb der Landesstraße 3042 erkennbar

Angelburg ist eine Gemeinde im mittelhessischen Landkreis Marburg-Biedenkopf. Sie entstand in den 1970er-Jahren als Großgemeinde im Zuge der Hessischen Gebietsreform (siehe dazu Abschnitt „Geschichte“).

## Geografie

### Geografische Lage
Das Gemeindegebiet befindet sich etwa 12 km südlich von Biedenkopf im Gansbachtal nördlich des Schelder Waldes, dessen Nordende durch den Berg Angelburg (609 m ü. NN) gebildet wird.

### Nachbargemeinden
Die Gemeinde ist im Norden und Osten vom Gebiet der Gemeinde Steffenberg umgeben. Das Gebiet der Gemeinde Bad Endbach grenzt mit deren Ortsteil Bottenhorn ebenfalls östlich an. Im Süden stößt das Gemeindegebiet an die Gemeinde
Siegbach, sowie im Westen an die Gemeinde Eschenburg (beide im Lahn-Dill-Kreis).

### Gemeindegliederung
| Ortsteil      | Wappen | Luftaufnahme | Beschreibung | Einwohner- zahl | Urkundliche Erstnennung |
| ------------- | ------ | ------------ | --- | --------------- | ----------------------- |
| Frechenhausen |        |              | Frechenhausen liegt im Gansbachtal zwischen Gönnern und Lixfeld. Der Ort wird über die Landesstraße 3042 mit diesen beiden Orten verbunden. Außerdem trifft hier die L 3288 aus Bottenhorn auf die L 3042. | 0745            | 1330                    |
| Gönnern       |        |              | Gönnern liegt zwischen Niedereisenhausen und Frechenhausen im Gansbachtal. Durch den Ort führt die L 3042, welche diese Orte verbindet und weiter bis nach Dillenburg führt.                               | 1541            | 1296                    |
| Lixfeld       |        |              | Lixfeld liegt an der Landesstraße 3042 zwischen Hirzenhain-Bahnhof und Frechenhausen. Die Kreisstraße 100 aus Hirzenhain-Ort mündet hier in die L 3042. Dieser Ortsteil liegt ebenfalls im Gansbachtal.    | 1179            | 1238                    |

## Geschichte
Am 1. April 1972 wurden im Zuge der Gebietsreform in Hessen die beiden ehemals selbständigen Gemeinden Frechenhausen und Lixfeld zur neuen Gemeinde Angelburg zusammengeschlossen. Am 1. Juli 1974 wurde durch Landesgesetz Angelburg mit Gönnern, dessen Gemeindevertreter eigentlich lange zu Steffenberg tendiert hatten, zu erweiterten Großgemeinde Angelburg zusammengeschlossen.
Zuvor war eine Fusion zwischen Lixfeld, Frechenhausen, Gönnern und Hirzenhain im Gespräch, besonders ausgehend von Lixfeld und Frechenhausen. Diese scheiterte allerdings am Widerstand der Hirzenhainer Gemeindevertreter, die auf eine Gemeindeverwaltung in der Hirzenhainer Schule und weitere Vorrechte bestanden. Auch ein Zusammenschluss mit Bottenhorn und Steinperf zu einer Großgemeinde Gansbachtal scheiterte am Widerstand der Gesprächspartner.
Am 11. Oktober 2015 fand eine Abstimmung über eine Gemeindefusion von Angelburg und Steffenberg statt. Dabei sprach sich eine knappe Mehrheit der Angelburger (51,7 %) für die Fusion aus, wohingegen die Bevölkerung Steffenbergs ebenfalls knapp (52,7 %) gegen den Zusammenschluss votierte. Für die 2020er-Jahre ist ein weiterer Versuch, möglicherweise mit einer vorherigen Bildung einer Verwaltungsgemeinschaft nach dem Vorbild von Allendorf (Eder) und Bromskirchen, geplant.

## Politik
Die Gemeinde ist Mitglied im interkommunalen Verein Lahn-Dill-Bergland und in vielen weiteren kommunalen Zweckverbänden und Vereinen. Wichtigster Zweckverband für die Zukunftsentwicklung der Gemeinde ist der Zweckverband Interkommunale Zusammenarbeit Hinterland, der alle Städte und Gemeinden des Hessischen Hinterlandes umfasst und mit der nordrhein-westfälischen Stadt Bad Laasphe eine gemeinsame Entwicklung vorantreibt.

### Gemeindevertretung
Die Kommunalwahl am 14. März 2021 lieferte folgendes Ergebnis, in Vergleich gesetzt zu früheren Kommunalwahlen:
| Sitzverteilung in der Gemeindevertretung 2021Insgesamt 23 Sitze - SPD: 9 - BGL/FWG: 8 - CDU: 6 | Parteien und Wählergemeinschaften | Parteien und Wählergemeinschaften              | 2021  | 2021  | 2016  | 2016  | 2011  | 2011  | 2006  | 2006  | 2001  | 2001  |
| Sitzverteilung in der Gemeindevertretung 2021Insgesamt 23 Sitze - SPD: 9 - BGL/FWG: 8 - CDU: 6 | Parteien und Wählergemeinschaften | Parteien und Wählergemeinschaften              | %     | Sitze | %     | Sitze | %     | Sitze | %     | Sitze | %     | Sitze |
| Sitzverteilung in der Gemeindevertretung 2021Insgesamt 23 Sitze - SPD: 9 - BGL/FWG: 8 - CDU: 6 | SPD                               | Sozialdemokratische Partei Deutschlands        | 37,5  | 09    | 36,1  | 08    | 47,5  | 11    | 46,0  | 10    | 46,1  | 11    |
| Sitzverteilung in der Gemeindevertretung 2021Insgesamt 23 Sitze - SPD: 9 - BGL/FWG: 8 - CDU: 6 | BGL/FWG                           | Bürgerliste/Freie Wählergemeinschaft Angelburg | 34,5  | 08    | 35,6  | 08    | 26,0  | 06    | 24,6  | 06    | 21,3  | 05    |
| Sitzverteilung in der Gemeindevertretung 2021Insgesamt 23 Sitze - SPD: 9 - BGL/FWG: 8 - CDU: 6 | CDU                               | Christlich Demokratische Union Deutschlands    | 28,0  | 06    | 28,3  | 07    | 26,5  | 06    | 29,4  | 07    | 28,2  | 06    |
| Sitzverteilung in der Gemeindevertretung 2021Insgesamt 23 Sitze - SPD: 9 - BGL/FWG: 8 - CDU: 6 | Gesamt                            | Gesamt                                         | 100,0 | 23    | 100,0 | 23    | 100,0 | 23    | 100,0 | 23    | 100,0 | 23    |
| Sitzverteilung in der Gemeindevertretung 2021Insgesamt 23 Sitze - SPD: 9 - BGL/FWG: 8 - CDU: 6 | Ungültige Stimmen in %            | Ungültige Stimmen in %                         | 2,0   | —     | 2,3   | —     | 5,5   | —     | 2,6   | —     | 3,8   | —     |
| Sitzverteilung in der Gemeindevertretung 2021Insgesamt 23 Sitze - SPD: 9 - BGL/FWG: 8 - CDU: 6 | Wahlbeteiligung in %              | Wahlbeteiligung in %                           | 48,8  | 48,8  | 49,0  | 49,0  | 69,0  | 69,0  | 46,6  | 46,6  | 59,0  | 59,0  |

### Bürgermeister
Nach der hessischen Kommunalverfassung wird der Bürgermeister für eine sechsjährige Amtszeit gewählt, seit dem Jahr 1993 in einer Direktwahl, und ist Vorsitzender des Gemeindevorstands, dem in der Gemeinde Angelburg neben dem Bürgermeister ehrenamtlich ein Erster Beigeordneter und fünf weitere Beigeordnete angehören. Bürgermeister ist seit dem 15. Juni 2023 der parteiunabhängige Jörg Schwarz. Er setzte sich am 12. Februar 2023 im ersten Wahlgang gegen den Amtsinhaber Thomas Beck (SPD), der sich um eine dritte Amtszeit beworben hatte, bei einer Wahlbeteiligung von 62,21 Prozent mit 55,16 Prozent der Stimmen durch.

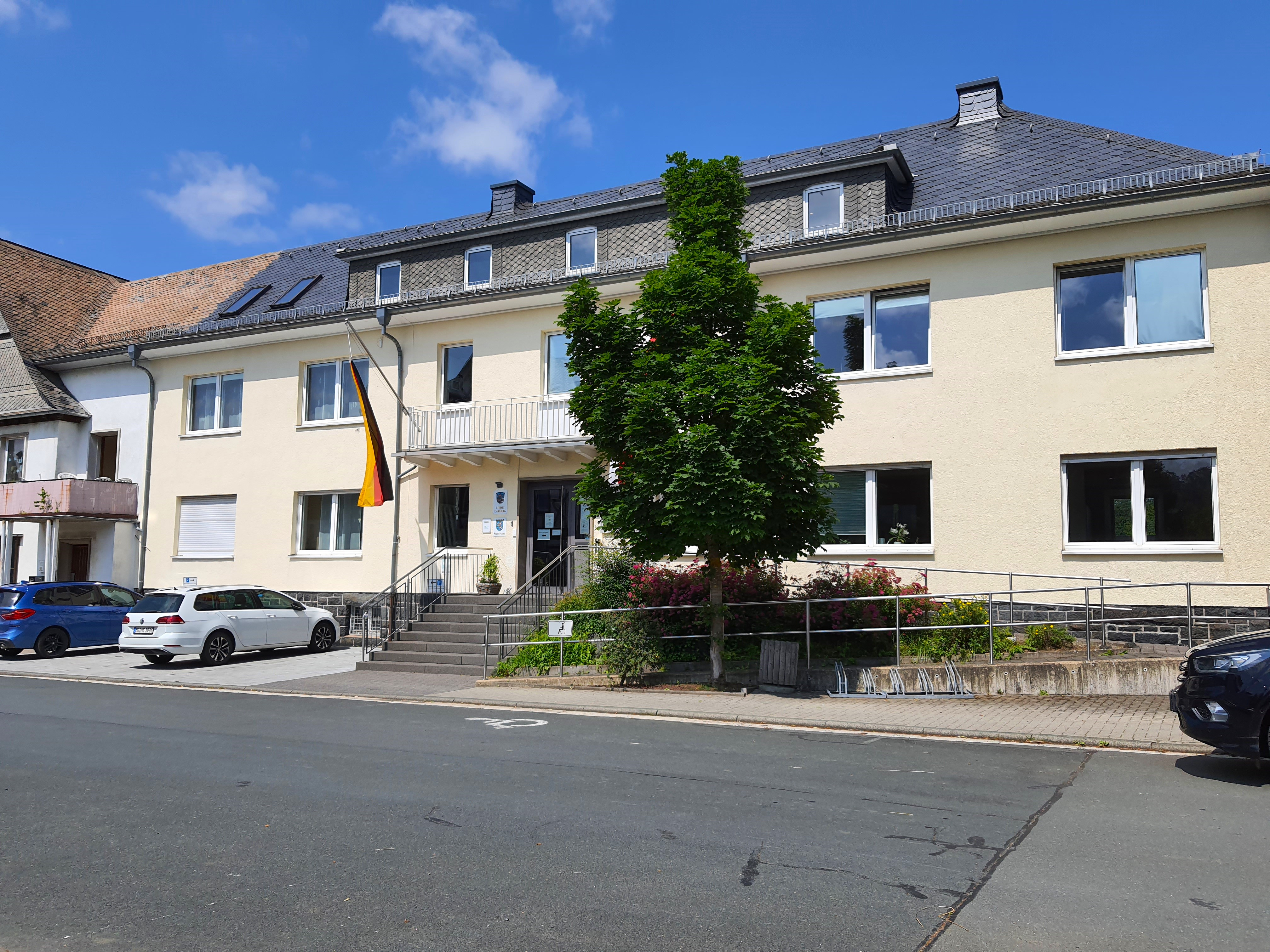
Rathaus in Gönnern

Amtszeiten der Bürgermeister
- 2023–2029 Jörg Schwarz[12]
- 2011–2023 Thomas Beck (SPD)
- 1993–2011 Norbert Mai (SPD)[15]

| Jahr           | Wahlbeteiligung in % | Kandidat      | Partei    | Stimmen in % |
| -------------- | -------------------- | ------------- | --------- | ------------ |
| 2023           | 62,2                 | Jörg Schwarz  |           | 55,2         |
| 2023           | 62,2                 | Thomas Beck   | SPD       | 44,8         |
| 2017           | 66,0                 | Thomas Beck   | SPD       | 50,5         |
| 2017           | 66,0                 | Reiner Haffer |           | 49,5         |
| 2011 Stichwahl | 66,7                 | Thomas Beck   | SPD       | 55,4         |
| 2011 Stichwahl | 66,7                 | Reiner Haffer |           | 44,6         |
| 2004           | 46,3                 | Norbert Mai   | SPD       | 86,4         |
| 1998           | 63,8                 | Norbert Mai   | SPD       | 93,8         |
| 1993           | 79,8                 | Norbert Mai   | SPD       | 51,3         |
| 1993           | 79,8                 | Heinz Schmidt | BGL + FWG | 14,3         |
| 1993           | 79,8                 | Hartmut Hild  |           | 34,4         |

### Wappen
| Wappen von Angelburg | Blasonierung: „Im geteilten Schild oben, in blau, den von silber (weiß) und rot geteilten hessischen Löwen; unten in silber drei rote Sterne.“                                                           |
| Wappen von Angelburg | Wappenbegründung: Die Sterne stellen die Ortsteile dar und stammen aus den Wappen von Frechenhausen und Lixfeld; der Löwe steht für den hessischen Ortsherrn; die Farben sind die der hessischen Flagge. |

### Flagge
Am 10. März 1989 genehmigte der Hessische Minister des Innern die Flagge mit folgender Beschreibung:

„Die Flagge der Gemeinde Angelburg zeigt auf der von Rot, Weiß, Blau, Weiß, Rot (im Verhältnis 1:1,5:1:1,5:1) längsgeteilten Flaggenbahn in der oberen Hälfte aufgelegt das Gemeindewappen.“

Eine amtliche Hissflagge führt die Gemeinde nicht. Lokal wird jedoch, angelehnt an die Bannerflagge, eine rot-weiß-blau-weiß-rote Flaggenbahn, belegt mit dem Stadtwappen verwendet.

## Kultur und Sehenswürdigkeiten

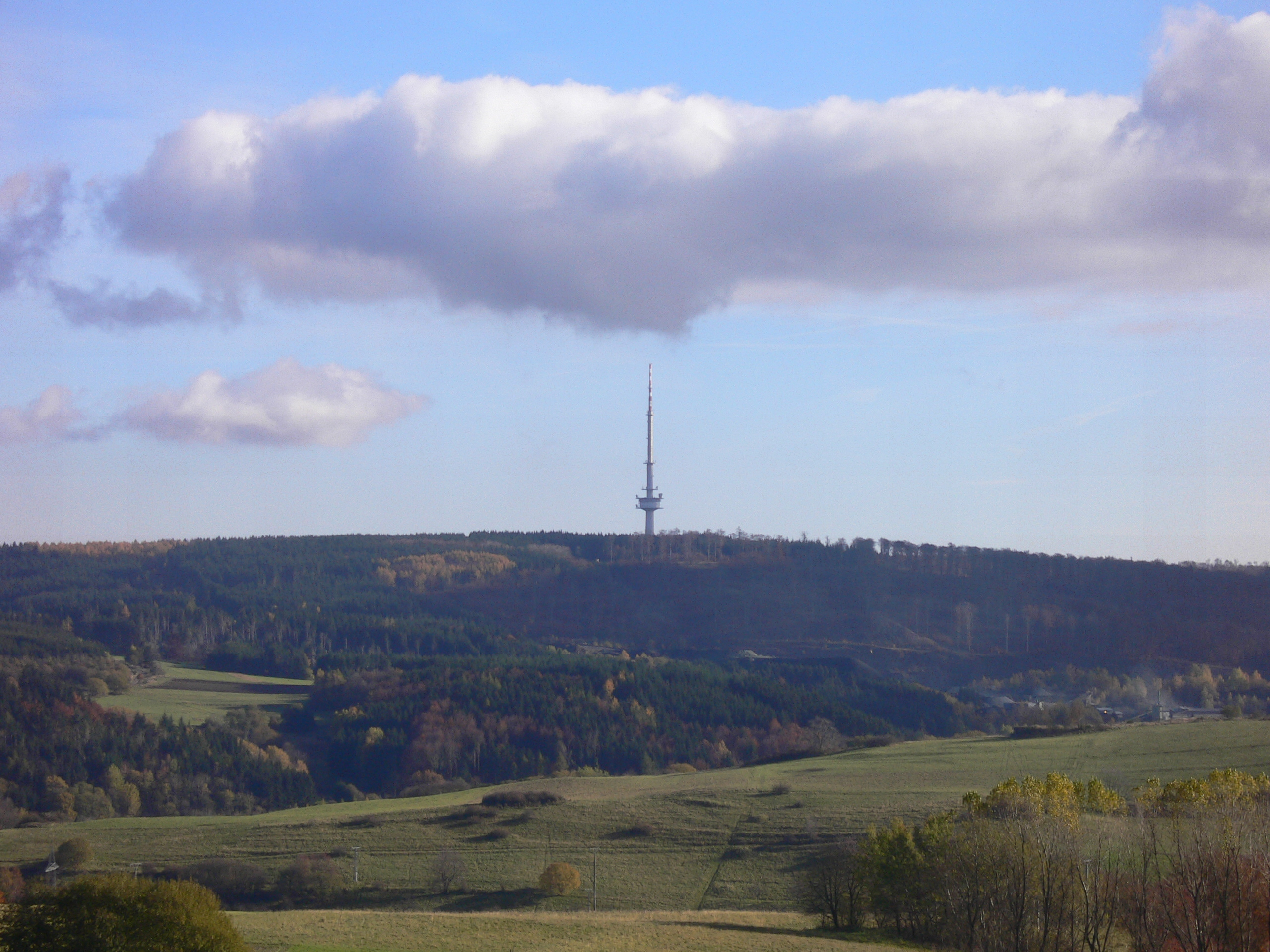
Die Angelburg, der für die Gemeinde namensgebende Berg, mit dem Fernsehturm Angelburg

Auf der Angelburg steht der 171 Meter hohe Fernsehturm Angelburg. Bemerkenswert ist, dass die Angelburg als Namensgeber der Gemeinde nicht auf Angelburger Gemarkung liegt, sondern zur Nachbargemeinde Eschenburg gehört.

## Verkehr
Die Haltepunkte Lixfeld, Frechenhausen und Gönnern lagen an der Scheldetalbahn. Diese ist stillgelegt.

## Persönlichkeiten

### Persönlichkeiten, die in Angelburg gewirkt und gelebt haben
- Heinrich Teutsch „Erzvater“ (1889–1967), Maschinenmeister, Autodidakt, Mineraloge, Betreiber des einstigen Erzbergwerkes in Gönnern (Bleiglanz) im Einmannbetrieb.
- Karl Schmidt (1903–1971), Former auf der Schelderhütte, Sozialdemokrat und Gewerkschafter, Antifaschist, erster sozialdemokratischer Bürgermeister in Gönnern von 1946–1952. Schmidt wurde zuvor von der amerikanischen Militärverwaltung im September 1945 als Bürgermeister eingesetzt.
- Paddy Kroetz (* 1978), Reporter und Fernsehmoderator

### Söhne und Töchter der Stadt
- Ernst-Ludwig Wagner (* 1950), Politiker
- Nikola Hahn (* 1963), Kriminalbuchautorin